# Ніколенко Павло Вікторович
Павло́ Ві́кторович Ніко́ленко (нар. 12 грудня 1979 — пом. 23 листопада 2014) — солдат  91-го окремого полку оперативного забезпечення Збройних сил України, учасник російсько-української війни.

## Життєпис
Виростав із старшими братами. Закінчив Вирівську школу, в ДТСААФ здобув професію водія. Пройшов строкову службу, демобілізувався та працював водієм в агропідприємстві «Зоря». Після банкрутства агрофірми працював водієм в Сумській обласній клінічній лікарні. Захоплювався історичною літературою та фільмами. Був добрим автомеханіком, за допомогою зверталося усе село.
Мобілізований в липні 2014-го, водій, 91-й окремий полк оперативного забезпечення, з вересня перебував в зоні бойових дій. В складі батальйону зводив укріплення навколо Дебальцевого, виконував бойові завдання на блокпосту «Ворота».
Загинув 23 листопада під час обстрілу з РСЗВ «Град» блокпосту «Ворота» в районі міста Дебальцеве. Павло отримав осколкове поранення у груди — не встиг добігти до укриття. Попри швидко надану медичну допомогу, врятувати життя бійця не вдалося.
Похований у Вирах.
Залишилися дружина Вікторія та двоє синів — Андрій й Микола.

## Нагороди та вшанування
- 15 травня 2015 року за особисту мужність і героїзм, виявлені у захисті державного суверенітету та територіальної цілісності України, вірність військовій присязі під час російсько-української війни, відзначений — нагороджений орденом «За мужність» III ступеня (посмертно).[1]
- у Вирівській ЗОШ встановлено меморіальну дошку випускникові Павлу Ніколенку